# 三谷哲康
| 1619 Ueta | 1953年10月11日 |

三谷哲康（日语：／ Mitani Tetsuyasu，1926年—2004年8月9日）是一名日本天文學家。

## 生平
三谷於1926年出生於鳥取縣。1944年加入京都帝國大學生駒山太陽觀測所，1946年起在花山天文台工作。在第二次世界大戰期間及戰後艱困的環境中，從事了大量的小行星、彗星及冥王星的觀測工作。1953年發現了小行星1619，並以花山天文台台長上田穰命名。1954年，他偵測到了本田-姆爾科斯-帕伊杜莎科娃彗星的回歸。1957年至1960年間，他在遠東美國陸軍地圖局的指導下，從事大地測量學的掩蔽觀測研究。
他於2004年8月9日逝世，享年77歲。小行星3289以他的名字命名。

## 備註